# 아미 오브 크라임
《아미 오브 크라임》(프랑스어: L'Armée du crime, 영어: The Army of Crime)은 프랑스에서 제작된 로베르 게디기앙 감독의 2009년 드라마, 전쟁 영화이다. 비르지니 르두아얭 등이 주연으로 출연하였고 도미니크 바르노 등이 제작에 참여하였다.

## 출연

### 주연
- 비르지니 르두아얭
- 시몽 아브카리앙

### 조연
- 로뱅송 스테브냉
- 장피에르 다루생
- 롤라 네마르크
- 아리안 아스카리드
- 그레구아르 르프랭스랭게
- 이안 트레구에트
- 이방 프라네크
- 올가 르그랑
- 아드리앵 졸리베
- 파스칼 세르보
- 뤼카 벨보

## 제작진
- 의상: 쥘리에트 샤노